# Езнасский район
Езнасский район (лит. Jiezno rajonas) — административно-территориальная единица в составе Литовской ССР, существовавшая в 1950—1962 годах. Центр — город Езнас.
Езнасский район был образован в составе Каунасской области Литовской ССР 20 июня 1950 года. В его состав вошли 6 сельсоветов Алитусского уезда, 17 сельсоветов Пренайского уезда и 7 сельсоветов Тракайского уезда.
28 мая 1953 года в связи с ликвидацией Каунасской области Езнасский район перешёл в прямое подчинение Литовской ССР.
В 1955 году к Езнасскому району были присоединены 3 сельсовета упразднённого Жежмарского района.
7 декабря 1959 года к Езнасскому району был присоединён 1 сельсовет упразднённого Даугайского района.
8 декабря 1962 года Езнасский район был упразднён, а его территория разделена между Пренайским (бо́льшая часть территории) и Алитусским (4 сельсовета) районами.